# ربع هرات

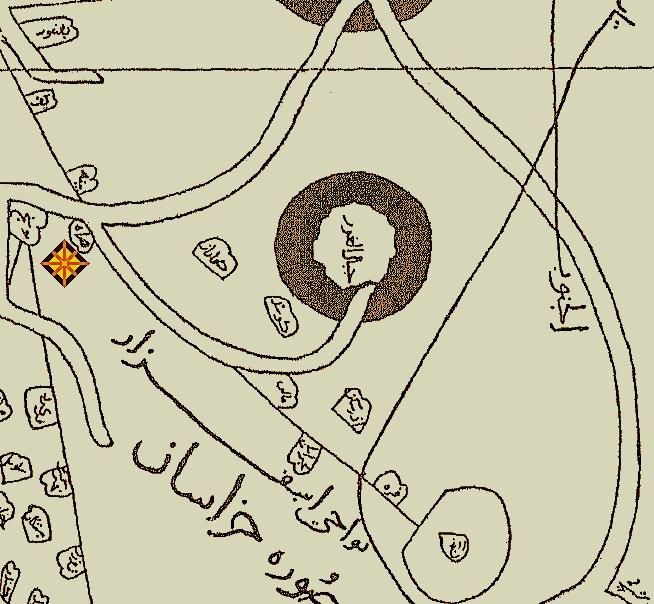
بریده‌ای از نقشهٔ خراسان کتاب صورة الارض ابن حوقل؛ نوشته شده در قرن چهارم هجری)؛ در این نگاره که نقاط مهم بخش جنوبی خراسان (ربع هرات) را نشان می‌دهد: شهر هرات در حدود میانه چپ نگاره مشخص شده؛ نقاط فوشنج و فرکرد، خرگرد، بینه، کیف، بغشور و … در این نگاره دیده می‌شود.

رَبعِ هرات؛ بخش جنوبی خراسان؛ یکی از چهار بخش خراسان، که با تطبیق بر جغرافیای امروز، منطقهٔ غرب کشور افغانستان و حدی از مناطق پیرامونی آن را در بر می‌گیرد. کرسی و مرکز این ناحیه، شهر هرات بوده است.

## نام‌شناخت
در کتاب کهن اوستا از کشورهای شانزده‌گانه‌ای نام برده شده است که مردم آریایی در آن می‌زیستند؛ هریوه یکی از آنهاست که در نسک‌های گوناگون به گونه‌های دیگر هاریوه، هریوه، هاریوا، هرای، هری، آریه، آریا و چون این‌ها ضبط شده است. در کتیبهٔ بیستون، نگارش هاریوا و اَریه دیده می‌شود و یونانیان، هرات را آریا و آریانا می‌گفته‌اند. در متون فارسی دری و نیز عربی دوره اسلامی نیز این نام به گونهٔ هرای، هری و هرات (هراة) آمده است. به هر روی؛ چنین به نظر می‌رسد که اصل این واژه، همان گونهٔ آریا است و رودی که از این ناحیه می‌گذرد نیز آریه و آریوس نامیده شده است. گونهٔ آریا در گذر زمان، دچار دگرگونی‌های چندی شده است؛ چنان‌که: آ در ابتدای واژه، به هـ و ا پایانی به ه (غیر ملفوظ) دگرگون گردیده (= هریه) و سرانجام در داد و ستد با زبان عربی؛ ه پایانی به ة و سرانجام در فارسی دری به ت دگرگون گردیده و گمان می‌رود روند دگرگونی بدین شیوه بوده است: آریا ← هریه ← هریة ← هرة ← هراة ← هرات. اما در ریشهٔ معنای نام هرات؛ برخی تاریخنگاران بر این باورند که این سرزمین، زیستگاه مردمان آریایی، و همانجایی است که آریایی‌ها دوشاخه شده‌اند: آریایی‌های هندی و آریایی‌های ایرانی.

## ناحیهٔ هرات

### ربع هرات

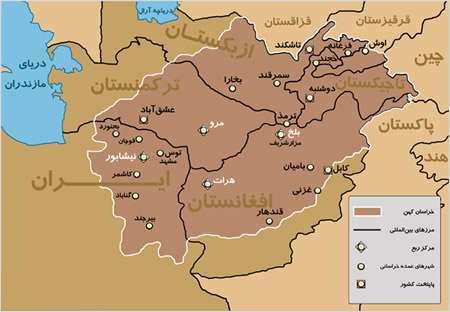
نقشه خراسان، با تطبیق بر نقشه جغرافیای سیاسی معاصر. مرکز ربع‌های خراسان (نیشابور، هرات، مرو و بلخ) در این نقشه، مشخص شده‌اند.

بر پایه نوشتار کتیبهٔ تخت جمشید، از هرات در زمره متصرفات حکومت هخامنشی و در قلمروی آنان یاد شده است. در زمان اسکندر، این ناحیه یکی از ساتراپ‌های مستقلی بوده که وی، حکومت آنان را به مقدونیان سپرد. در دوره اشکانی؛ خوارزم و زرنگ و هرات در قلمروی پارت‌ها (اشکانیان) قرار داشت. در دوره ساسانی؛ اردشیر بابکان نواحی سیستان، نیشاپور، هرات، پارت و خوارزم را که پادشاه داشتند، ضمیمهٔ قلمرو خود نمود. در روزگار ساسانیان ناحیهٔ هرات از جمله نواحی‌ای بود که همچون بیت‌آرمائی، پارس، کرمان، سپاهان، آذربایجان، طبرستان، زرنگ، بحرین، هرات، مرو، سرخس، نیشابور و طوس است که دارای مرزبان (فرمانروای ایالتی) بودند. در این دوران؛ خراسان، یکی از چهار استان مهم کشور به‌شمار می‌آمد؛ این استان، به چهار بخش تقسیم می‌شد و این بخش‌ها عبارت بودند از: مرو، نیشابور، هرات و بلخ. در دوره اسلامی؛ احمد بلاذری (قرن۲و۳ قمری)، خراسان را دربرگیرنده چهار ربع (بخش) دانسته و هرات را در شمار نواحی ربع نیشابور به‌شمار آورده؛ چنان‌که نوشته است: خراسان، چهار ربع دارد. ربع اول، ایرانشهر است و آن دربرگیرنده نیشابور و قهستان و هرات و توس است. ربع دوم، دربرگیرنده مروان (دو مرو) و سرخس و نسا و ابیورد و طالقان و خوارزم است. ربع سوم، دربرگیرنده جوزجانان و بلخ و صغانیان است و ربع چهارم، دربرگیرنده ماوراءالنهر است. ابن فقیه (قرن ۳ هـ. ق) نیز به نقل از بلاذری، خراسان را در چهار ربع (= بخش) یاد کرده و ربع اول را در برگیرندهٔ نیشابور، قهستان، طبسین (دو طبس)، هرات، فوشنج، بادغیس و طوس دانسته است. اما محمد مقدسی (نویسنده کتاب جغرافیایی احسن التقاسیم)؛ همراه با یادکرد ربع اول خراسان (شامل: نیشابور، قهستان، هرات و طوس) با اشاره به گفتار بلاذری، اما با استدلال توجه به نزدیکی نقاط یک منطقه (از دیدگاه جغرافیا، آداب و رسوم، زبان و فاصله)؛ مناطق خراسان را به هشت خوره و نه ناحیه دسته‌بندی نموده و هرات را یکی از خوره‌های نه‌گانه خراسان؛ و نواحی فوشنج، کنج رستاق (گنج رستاق) و اسفزار را از توابع این خوره دانسته است.

### توابع هرات
مقدسی (جغرافیدان قرن چهارم هجری)؛ شهر هرات را قصبه (شهر مرکزی) منطقهٔ ربع هرات؛ و این منطقه را دربرگیرنده چهار ناحیهٔ فوشنج (شامل شهرهای: خرکرد (خرگرد)، فرکرد، کوسوی و کره)، بادغیس (شامل شهرهای: دهستان، کوغان‌آباد، کوفا، بشت جاداوا، کابرون، کالوون، جبل الفضه (کوه نقره)، گنج رستاق (شامل شهرک‌های: ببن، کیف و بغ شور) و اسفزار (شامل شهرک‌های: کواشان، کواران، کوشک ادرسکر) معرفی نموده است. بر پایه نوشتار اصطخری (جغرافیدان)، نواحی و شهرهای منطقهٔ هرات بدین ترتیب‌اند:
- هرات : هرات، مالن، خیسار، استربیان، اوبه (اوفه)، ماراباد، باشان، کروخ و خشت.
- اسفزار : ادرسکر، کوران، کوشک و کواشان.
- پوشنگ : خرگرد، فرهادگرد، کوسوی و کره.
- بادغیس : کوسیم، کوفا، کوغن‌آباد، بست، جازوی (جارور)، کابرون (کایرون یا کارون)، کالوون (کالون) و دهستان
- کنج روستا یا گنج رستاق: ببن (قصبه یا شهر مرکزی ناحیه)، کیف  و بغشور .[۱۱]

## پانوشت‌ها
1. ↑  علیرضا کشوردوست (سال سوم، پاییز ۱۳۹۱)، «خراسان بزرگ در فرایندهای زمان»، پژوهشنامه خراسان بزرگ، ش. ۸، ص. ص۶۹ تاریخ وارد شده در |تاریخ= را بررسی کنید (کمک)
2. ↑  جغرافیای تاریخی سرزمین‌های خلافت شرقی، ترجمهٔ ترجمه محمود عرفان، تهران: انتشارات علمی و فرهنگی، ۱۳۶۴، ص. ص۴۰۸
3. ↑  سیدحسین رئیس‌السادات (زمستان ۱۳۶۵)، «شهرهای خراسان؛ هرات»، تحقیقات جغرافیایی، ش. ۳، ص. ص۱۴۹–۱۵۰
4. ↑  سیدحسین رئیس‌السادات (زمستان ۱۳۶۵)، «شهرهای خراسان؛ هرات»، تحقیقات جغرافیایی، ش. ۳، ص. ص۱۵۲–۱۵۵
5. ↑  ایران در زمان ساسانیان، ترجمهٔ رشید یاسمی، تهران: صدای معاصر، ١٣٩٣، ص. ص۹۸
6. ↑  دانیل آل آلتون (١٣٦٧)، تاریخ سیاسی و اجتماعی خراسان در آغاز حکومت عباسیان، ترجمهٔ مسعود رجب‌نیا، تهران: شرکت سهامی انتشار، ص. ص۱۲
7. ↑  احسن‌التقاسیم فی معرفةالاقالیم، بیروت: دارصادر، ١٩٠٦م، ص. ص۳۱۳ تاریخ وارد شده در |سال= را بررسی کنید (کمک)
8. ↑  ابی‌عبدالله احمد بن محمد بن اسحاق الهمذانی (١٩٩٦م)، البلدان، بیروت: عالم الکتب، ص. ۶۱۵ تاریخ وارد شده در |سال= را بررسی کنید (کمک)
9. ↑  شمس‌الدین ابی عبدالله محمد مقدسی (١٩٠٦م)، احسن‌التقاسیم فی معرفة الاقالیم، بیروت: دارصادر، ص. ص۳۱۳، ۲۹۸ تاریخ وارد شده در |سال= را بررسی کنید (کمک)
10. ↑  شمس‌الدین ابی عبدالله محمد مقدسی (١٩٠٦م)، احسن‌التقاسیم فی معرفة الاقالیم، بیروت: دارصادر، ص. ص۲۹۸ تاریخ وارد شده در |سال= را بررسی کنید (کمک)
11. ↑  ابواسحق ابراهیم اصطخری (۱۳۴۰)، مسالک و ممالک، ترجمهٔ به اهتمام ایرج افشار، تهران: بنگاه ترجمه و نشر کتاب، ص. ص۲۰۹، ۲۱۱-۲۱۳

## فهرست منابع
- «احسن‌التقاسیم فی معرفةالاقالیم»، تألیف شمس‌الدین ابی عبدالله محمد مقدسی، بیروت: دارصادر، ۱۹۰۶م.
- «البلدان»، تألیف ابی‌عبدالله احمد بن محمد بن اسحاق الهمذانی (معروف به ابن فقیه)، تحقیق یوسف الهادی، بیروت: عالم‌الکتب، ۱۴۱۶ق=۱۹۹۶م.
- «ایران در زمان ساسانیان»، تألیف آرتور کریستنسن، ترجمه رشید یاسمی، تهران: صدای معاصر، ۱۳۹۳.
- «تاریخ الامم و الملوک»، ابی‌جعفر محمد بن جریر الطبری، راجعه و صححه و ضبط نخبه من العلماء الاجلاء، بیروت: مؤسسه الاعلمی للمطبوعات، ۱۴۰۳ق. = ۱۹۸۳م.
- «تاریخ سیاسی و اجتماعی خراسان در آغاز حکومت عباسیان»، دانیل آل آلتون، ترجمه مسعود رجب‌نیا، تهران: شرکت انتشارات علمی و فرهنگی، ۱۳۶۷.
- «جغرافیای تاریخی سرزمین‌های خلافت شرقی»، جی لسترنج، ترجمه محمود عرفان، تهران: انتشارات علمی و فرهنگی، ۱۳۶۴.
- «خراسان بزرگ در فرایندهای زمان»، علیرضا کشوردوست، پژوهشنامه خراسان بزرگ، پاییز ۱۳۹۱، سال سوم، ش ۸، ص۶۵–۷۸.
- «شهرهای خراسان؛ هرات»، سیدحسین رئیس‌السادات، تحقیقات جغرافیایی، زمستان ۱۳۶۵، ش۳، ص۱۴۹–۱۵۶۲.
- «مسالک و ممالک»، ابواسحق ابراهیم اصطخری، به اهتمام ایرج افشار، تهران: بنگاه ترجمه و نشر کتاب، ۱۳۴۰.